# ダヴィド・ペレツ
ダヴィド・ペレツ（Давид Перец, David Peretz, 1906年 - 1982年）は、
ブルガリア出身の画家。ユダヤ系。ソフィアで学び、パリに行きアンドレ・ロートのもとで修行。静物画・風景画が多い。